# محمدعلی حیاتی
محمدعلی حیاتی (زادهٔ ۱۳۳۳ در لامرد) نماینده مردم شهرستانهای لامرد و مهر در دوره‌های هفتم و هشتم مجلس شورای اسلامی بود. او در ۱۵ خرداد ۱۳۸۹ در بیمارستان بقیه الله تهران درگذشت.
وی مدیرمسئول روزنامه سبحان نیز بوده‌است.